# Геопарк Рур
Геопарк Рур (нем. Geopark Ruhrgebien) сертифицирован Национальным геопарком Германии на территории Рурского промышленного региона в земле Северный Рейн-Вестфалия. Он является первым в мире геопарком в крупной городской агломерации, центральным направлением деятельности которого является история горнодобывающей промышленности региона. Техническую поддержку Геопарку Рур берёт на себя ассоциация GeoPark Ruhrgebiet e.V. Ассоциация координирует гео-научную, горную и туристскую деятельность на территории Геопарка.

## Общая характеристика

Логотип объединённого Национального геопарка Германии

Геопарк Рур занимает площадь 4500 км2 в пограничной зоне между Бергишес-Ланд, исторической областью Мюнстерланд и Нижним Рейном. В его пределах проложен «Геомаршрут Рур» (GeoRoute Ruhr), называемый «По долине чёрного золота» — это гео-туристский пешеходный маршрут по долине Рура между Шверте на востоке и Мюльхаймом-на-Руре на западе. Более 20 существующих здесь горных и геологических туристских маршрутов, а также множество других отдельных геотопов (Geotop), промышленных памятников и культурно-исторических достопримечательностей объединяют Геомаршрут Рур в длинный пешеходный маршрут с тремя вариантами:
- Главный маршрут (Мюльхайм-на-Руре — Шверте)
- Средний Маршрут (Бохум-Штипель — Виттен-Боммерхольц)
- Южный маршрут (Хаттинген-Изенбург — Веттер-Фоссхёфен)

Существуют также другие варианты маршрутов, такие как круговая пешеходная Геотропа Кайсберг (w: de:Geopfad Kaisberg|Geopfad Kaisberg), пункт обозрения карьера Дайльбахталь (Deilbachtal) или геологический профиль в Лёвенталь (Löwental), которые стали возможными благодаря спонсорской поддержке туроператора Викингер Райзен (Wikinger Reisen).
В апреле 2017 года был открыт Геомаршрут Липпе. Он является Геотуристский велосипедным маршрутом, соединяющим Ален на востоке и Зонсбекк на западе в северной части Геопарка Рур. Основная линия маршрута имеет длину 230 км. Также есть два коротких варианта: 40 км (Люнен — Бергкамен) и 25 км (Дорстен — Хюнксе). Маршрут открывает более 140 гео-достопримечательностей (отдельные геотопы, промышленные памятники, горную промышленность, здания из местных горных пород, музеи) и существующие природные учебные тропы.